# Mistrzostwa Świata w Narciarstwie Dowolnym 2009
Mistrzostwa świata w narciarstwie dowolnym 2009 były to dwunaste mistrzostwa świata w narciarstwie dowolnym. Odbyły się we japońskiej miejscowości Inawashiro, w dniach 2 – 8 marca 2009 r. Zarówno mężczyźni jak i kobiety rywalizowali w tych samych pięciu konkurencjach: jeździe po muldach, jeździe po muldach podwójnych, skokach akrobatycznych, skicrossie oraz half-pipe'ie. 
Polskę reprezentowali Wojciech Zagórski, Marcin Orłowski i Bartłomiej Wądrzyk. Wszyscy trzej wystąpili w skicrossie, w którym zajęli odpowiednio 37, 40 i 44 miejsce.

## Wyniki

### Mężczyźni

#### Jazda po muldach
- Data: 7 marca 2009

| Medal | Zawodnik           | Narodowość        |
| ----- | ------------------ | ----------------- |
|       | Patrick Deneen     | Stany Zjednoczone |
|       | Tapio Luusua       | Finlandia         |
|       | Vincent Marquis    | Kanada            |
| 4     | Nobuyuki Nishi     | Japonia           |
| 5     | Maxime Gingras     | Kanada            |
| 6     | Sho Kashima        | Stany Zjednoczone |
| 7     | Yūgo Tsukita       | Japonia           |
| 8     | Alexandre Bilodeau | Kanada            |

#### Jazda po muldach podwójnych
- Data: 8 marca 2009

| Medal | Zawodnik           | Narodowość        |
| ----- | ------------------ | ----------------- |
|       | Alexandre Bilodeau | Kanada            |
|       | Nobuyuki Nishi     | Japonia           |
|       | Tapio Luusua       | Finlandia         |
| 4     | Vincent Marquis    | Kanada            |
| 5     | Patrick Deneen     | Stany Zjednoczone |
| 6     | Jesper Björnlund   | Szwecja           |
| 7     | Yūgo Tsukita       | Japonia           |
| 8     | Per Spett          | Szwecja           |

#### Skoki akrobatyczne
- Data: 4 marca 2009

| Medal | Zawodnik            | Narodowość        |
| ----- | ------------------- | ----------------- |
|       | Ryan St. Onge       | Stany Zjednoczone |
|       | Steve Omischl       | Kanada            |
|       | Warren Shouldice    | Kanada            |
| 4     | Renato Ulrich       | Szwajcaria        |
| 5     | Ołeksandr Abramenko | Ukraina           |
| 6     | Anton Kusznir       | Białoruś          |
| 7     | Dylan Ferguson      | Stany Zjednoczone |
| 8     | Jeret Peterson      | Stany Zjednoczone |

#### Skicross
- Data: 2 marca 2009

| Medal | Zawodnik             | Narodowość        |
| ----- | -------------------- | ----------------- |
|       | Andreas Matt         | Austria           |
|       | Thomas Zangerl       | Austria           |
|       | Davey Barr           | Kanada            |
| 4     | Christopher Delbosco | Kanada            |
| 5     | Casey Puckett        | Stany Zjednoczone |
| 6     | Olivier Fabre        | Francja           |
| 7     | Patrick Koller       | Austria           |
| 8     | Markus Wittner       | Austria           |
| ...   |                      |                   |
| 37    | Wojciech Zagórski    | Polska            |
| 40    | Marcin Orłowski      | Polska            |
| 44    | Bartłomiej Wądrzyk   | Polska            |

#### Half-pipe
- Data: 5 marca 2009

| Medal | Zawodnik               | Narodowość        |
| ----- | ---------------------- | ----------------- |
|       | Kevin Rolland          | Francja           |
|       | Justin Dorey           | Kanada            |
|       | Xavier Bertoni         | Francja           |
| 4     | David Wise             | Stany Zjednoczone |
| 5     | Taylor Seaton          | Stany Zjednoczone |
| 5     | Micheal Riddle         | Kanada            |
| 7     | Antti-Jussi Kemppainen | Finlandia         |
| 8     | Josiah Wells           | Nowa Zelandia     |

### Kobiety

#### Jazda po muldach
- Data: 7 marca 2009

| Medal | Zawodnik              | Narodowość        |
| ----- | --------------------- | ----------------- |
|       | Aiko Uemura           | Japonia           |
|       | Jennifer Heil         | Kanada            |
|       | Nikola Sudová         | Czechy            |
| 4     | Miki Itō              | Japonia           |
| 5     | Kristi Richards       | Kanada            |
| 6     | Shannon Bahrke        | Stany Zjednoczone |
| 7     | Margarita Marbler     | Austria           |
| 8     | Jekatierina Stolarowa | Rosja             |

#### Jazda po muldach podwójnych
- Data: 8 marca 2009

| Medal | Zawodnik         | Narodowość        |
| ----- | ---------------- | ----------------- |
|       | Aiko Uemura      | Japonia           |
|       | Miki Itō         | Japonia           |
|       | Hannah Kearney   | Stany Zjednoczone |
| 4     | Tae Satoya       | Japonia           |
| 5     | Nikola Sudová    | Czechy            |
| 6     | Eliza Outtrim    | Stany Zjednoczone |
| 7     | Seo Jung-hwa     | Korea Południowa  |
| 8     | Julija Rodionowa | Kazachstan        |

#### Skoki akrobatyczne
- Data: 4 marca 2009

| Medal | Zawodnik      | Narodowość        |
| ----- | ------------- | ----------------- |
|       | Li Nina       | Chiny             |
|       | Xu Mengtao    | Chiny             |
|       | Jacqui Cooper | Australia         |
| 4     | Emily Cook    | Stany Zjednoczone |
| 5     | Jana Lindsey  | Stany Zjednoczone |
| 6     | Cheng Shuang  | Chiny             |
| 7     | Lacy Schnoor  | Stany Zjednoczone |
| 8     | Olha Wołkowa  | Ukraina           |

#### Skicross
- Data: 2 marca 2009

| Medal | Zawodnik          | Narodowość |
| ----- | ----------------- | ---------- |
|       | Ashleigh McIvor   | Kanada     |
|       | Karin Huttary     | Austria    |
|       | Méryll Boulangeat | Francja    |
| 4     | Saša Farič        | Słowenia   |
| 5     | Kelsey Serwa      | Kanada     |
| 6     | Émilie Serain     | Szwajcaria |
| 7     | Ophélie David     | Francja    |
| 8     | Magdalena Iljans  | Szwecja    |

#### Half-pipe
- Data: 5 marca 2009

| Medal | Zawodnik        | Narodowość        |
| ----- | --------------- | ----------------- |
|       | Virginie Faivre | Szwajcaria        |
|       | Megan Gunning   | Kanada            |
|       | Jennifer Hudak  | Stany Zjednoczone |
| 4     | Jessica Cumming | Stany Zjednoczone |
| 5     | Anaïs Caradeux  | Francja           |
| 6     | Siena Palmacci  | Stany Zjednoczone |
| 7     | Emi Matsuura    | Japonia           |
| 8     | Mille Windfelt  | Norwegia          |

## Klasyfikacja medalowa
| Miejsce | Państwo           |   |   |   | Razem |
| ------- | ----------------- | - | - | - | ----- |
| 1.      | Kanada            | 2 | 4 | 3 | 9     |
| 2.      | Japonia           | 2 | 2 | 0 | 4     |
| 3.      | Stany Zjednoczone | 2 | 0 | 2 | 4     |
| 4.      | Austria           | 1 | 2 | 0 | 3     |
| 5.      | Chiny             | 1 | 1 | 0 | 2     |
| 6.      | Francja           | 1 | 0 | 2 | 3     |
| 7.      | Szwajcaria        | 1 | 0 | 0 | 1     |
| 8.      | Finlandia         | 0 | 1 | 1 | 2     |
| 9.      | Australia         | 0 | 0 | 1 | 1     |
|         | Czechy            | 0 | 0 | 1 | 1     |